# Liste der Biografien/Fay
Liste der Biografien |
Portal Biografien |
Personensuche
# |
A |
B |
C |
D |
E |
F |
G |
H |
I |
J |
K |
L |
M |
N |
O |
P |
Q |
R |
S |
T |
U |
V |
W |
X |
Y |
Z |
?
 
Fa |
Fe |
Ff |
Fh |
Fi |
Fj |
Fk |
Fl |
Fm |
Fn |
Fo |
Fr |
Ft |
Fu |
Fy
 
Faa |
Fab |
Fac |
Fad |
Fae |
Faf |
Fag |
Fah |
Fai |
Faj |
Fak |
Fal |
Fam |
Fan |
Fao |
Fap |
Faq |
Far |
Fas |
Fat |
Fau |
Fav |
Faw |
Fax |
Fay |
Faz
Die Liste der Biografien führt alle Personen auf, die in der deutschsprachigen Wikipedia einen Artikel haben. Dieses ist eine Teilliste mit 116 Einträgen von Personen, deren Namen mit den Buchstaben „Fay“ beginnt.

## Fay
- Fay Na († 1811), Herrscher im Reich Champasak
- Fay, Amy (1844–1928), amerikanische Konzertpianistin und Managerin der New York Women’s Philharmonic Society
- Faÿ, Bernard (1893–1978), französischer Historiker
- Fay, Bill (1943–2025), britischer Sänger und Songwriter
- Fay, Brian (* 1998), irischer Leichtathlet
- Fay, Cecily (* 1978), britische Schauspielerin, Synchronsprecherin, Stuntfrau, Stuntkoordinatorin und Filmkomponistin
- Fay, Craig (* 1992), nordirischer Eishockeyspieler
- Fay, Dorothy (1915–2003), US-amerikanische Schauspielerin
- Fay, Étienne de, gehörlose Person
- Fay, Francis B. (1793–1876), US-amerikanischer Politiker
- Fay, Frank (1891–1961), US-amerikanischer Schauspieler und Komiker
- Fay, Gemma (* 1981), schottische Fußballspielerin
- Fay, Hanns (1888–1957), deutscher Maler
- Fay, Henry (1835–1897), US-amerikanischer Politiker
- Fay, Jakob, deutscher Lithograf
- Fay, James H. (1899–1948), US-amerikanischer Politiker
- Fay, Jay (* 1993), US-amerikanischer DJ
- Fay, Johann Noë du (1748–1820), Kaufmann Freie Stadt Frankfurt
- Fay, Johanna (* 1980), deutsche Germanistin
- Fay, John (1773–1855), US-amerikanischer Politiker
- Fay, Joseph (1753–1803), US-amerikanischer Politiker und Geschäftsmann
- Fay, Joseph (1812–1875), deutscher Maler
- Fay, Kery (* 1989), ukrainisch-deutsche Pop- und Dance-Sängerin und Songschreiberin
- Fay, Ludwig (1859–1906), deutscher Tiermaler
- Fay, Martin (1936–2012), irischer Musiker
- Fay, Meagen (* 1957), US-amerikanische Schauspielerin
- Fay, Michael (* 1949), neuseeländischer Bankier und Unternehmer
- Fay, Paul B. (1918–2009), US-amerikanischer Regierungsbeamter
- Fay, Percival Bradshaw (1890–1971), US-amerikanischer Romanist und Mediävist
- Fay, Sidney Bradshaw (1876–1967), US-amerikanischer Historiker
- Fay, Theodore S. (1807–1898), US-amerikanischer Autor und Diplomat
- Fay, Wilhelm (1911–1980), deutscher Jurist und Politiker (Zentrum, CDU), MdL
- Fay, William P. († 1969), irischer Diplomat

### Faya
- Fayad, Khalil (* 2004), französisch-marokkanischer Fußballspieler
- Fayad, Mahmoud (1925–2002), ägyptischer Gewichtheber
- Fayad, Taufik (* 1939), palästinensischer Schriftsteller
- Fayad, Víctor (1955–2014), argentinischer Politiker
- Fayadh, Ashraf (* 1980), palästinensischer Lyriker und Ausstellungskurator
- Fayard, Billy (1941–2012), US-amerikanischer R&B-Musiker
- Fayard, Jean (1902–1978), französischer Schriftsteller, Journalist und Verlagsleiter
- Fayard, Juline (* 2003), französische Tennisspielerin
- Fayard, Yvonne (1911–1992), französische Tischtennisspielerin
- Fayat, Hendrik (1908–1997), belgischer sozialistischer Politiker und Minister

### Fayd
- Faydherbe, Lucas (1617–1697), Brabanter Bildhauer und Architekt
- Faydherbe, Maria, flämische Bildhauerin in Mechelen
- Faydit d’Aigrefeuille († 1391), Kardinal

### Faye
- Faye, Abdoulaye (* 1978), senegalesischer Fußballspieler
- Faye, Alhagi (* 1951), gambischer Fußballschiedsrichter
- Faye, Alice (1915–1998), US-amerikanische Schauspielerin und Sängerin
- Faye, Amath (* 1996), senegalesischer Leichtathlet
- Faye, Amaury (* 1990), französischer Jazzmusiker
- Faye, Amdy (* 1977), senegalesischer Fußballspieler
- Faye, Apollo (* 1951), senegalesisch-französischer Basketballspieler
- Faye, Bassirou Diomaye (* 1980), senegalesischer Politiker und Präsident
- Faye, Boots (1923–1999), US-amerikanische Country-Musikerin
- Faye, Emmanuel (* 1956), französischer Philosoph
- Faye, Éric (* 1963), französischer Schriftsteller
- Faye, Fary (* 1974), senegalesischer Fußballspieler
- Faye, Fatou Lamin (* 1954), gambische Politikerin
- Faye, Gaël (* 1982), französischer Musiker und SchriftstellerGaël Faye (* 1982)

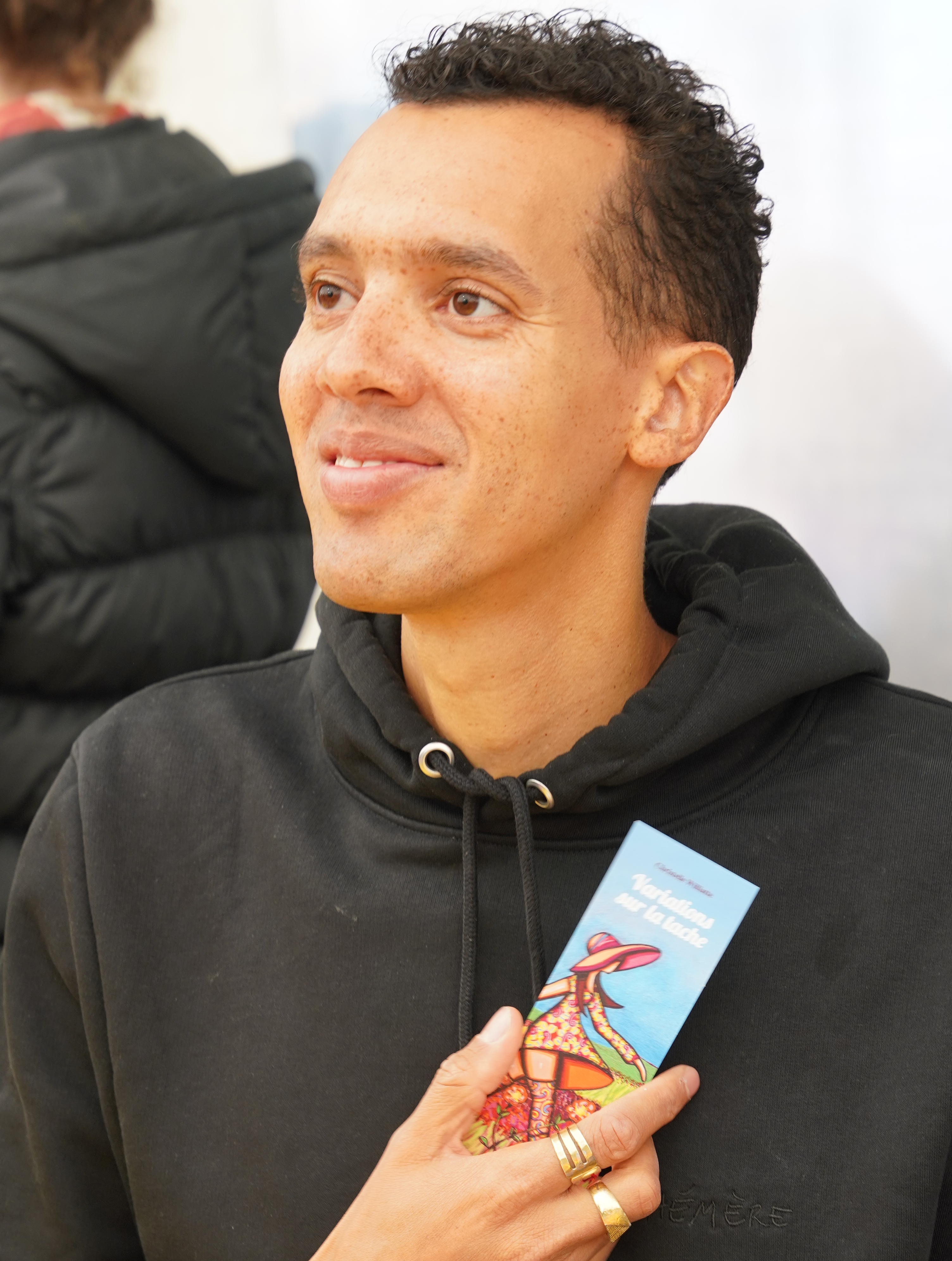
Gaël Faye (* 1982)

- Faye, Gnima (* 1984), senegalesische Sprinterin
- Faye, Guillaume (1949–2019), französischer Journalist, Autor des Rechtsextremismus und Theoretiker der Neuen Rechten in Frankreich
- Faye, Hervé (1814–1902), französischer Astronom
- Faye, Ibou (1969–2025), senegalesischer Leichtathlet
- Faye, Jean-Pierre (* 1925), französischer Schriftsteller, Philosoph und Literaturhistoriker
- Faye, Johan (1889–1974), norwegischer Segler
- Faye, Julia (1892–1966), US-amerikanische Schauspielerin
- Faye, Léopold (1828–1900), französischer Politiker
- Faye, Mame (* 1986), senegalesische Fußballschiedsrichterin
- Fayé, Pape Omar (* 1987), senegalesischer Fußballspieler
- Faye, René (1923–1994), französischer Radrennfahrer
- Faye, Safi (1943–2023), senegalesische Filmemacherin
- Faye, Sérigné (* 2004), senegalesischer Fußballspieler
- Faye, Sheikh Tidiane (* 1948), gambischer Hochspringer
- Faye, Shon (* 1988), englische Autorin und Journalistin
- Faye-Hydara, Ida, gambische Frauenrechtlerin
- Faye-Jozin, Hélène-Frédérique de (1871–1942), französische Komponistin der Romantik und der frühen Moderne
- Fayed, Dodi al- (1955–1997), ägyptischer Filmproduzent und Geschäftsmann
- Fayed, Guillermo (* 1985), französischer Skirennläufer
- Fayed, Omar (* 1987), ägyptischer Umweltschützer und Verleger
- Fayen, Jean († 1616), französischer Arzt, Dichter und Kartograf
- Fayen, Lino (1925–1972), venezolanischer Autorennfahrer
- Fayer, Georg (1892–1950), österreichischer Fotograf ungarischer Herkunft
- Fayer, Michael D. (* 1947), US-amerikanischer Chemiker
- Fayet, Pierre (* 1949), französischer Physiker
- Fayet, Roger (* 1966), Schweizer Kunsthistoriker
- Fayez, Hind Al- (* 1968), jordanische Politikerin, Journalistin, Wirtschaftswissenschaftlerin, politische Aktivistin

### Fayi
- Fayisa, Abdisa (* 2005), äthiopischer Mittelstreckenläufer
- Fayiz, Faisal al- (* 1952), jordanischer Politiker

### Fayl
- Fayle, Pamela J. (* 1954), australische Botschafterin
- Faylen, Frank (1905–1985), US-amerikanischer Schauspieler

### Faym
- Faymann, Werner (* 1960), österreichischer Politiker (SPÖ), BundeskanzlerWerner Faymann (* 1960)

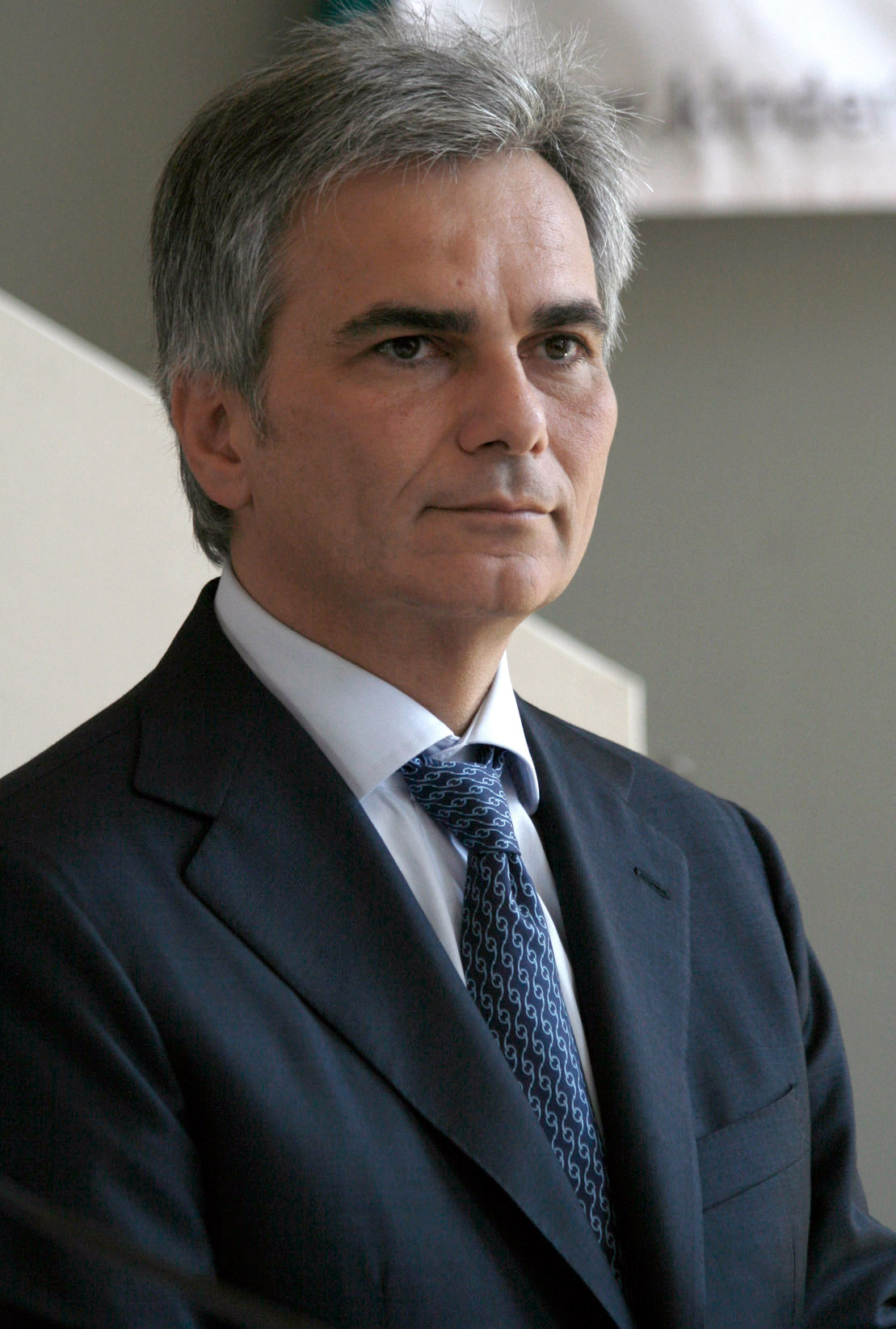
Werner Faymann (* 1960)

- Faymonville, Karl (1875–1930), deutscher Kunsthistoriker

### Fayn
- Fayne, Mark (* 1987), US-amerikanischer Eishockeyspieler

### Fayo
- Fayol, Henri (1841–1925), französischer Bergbauingenieur und Begründer einer Managementlehre
- Fayollat, Alexandre (1889–1957), französischer Langstreckenläufer
- Fayolle, Émile (1852–1928), französischer General und Marschall von Frankreich
- Fayos, Mario (* 1927), uruguayischer Leichtathlet
- Fayose, Tyler, britischer Schauspieler und Fotograf
- Fayot, Ben (* 1937), luxemburgischer Politiker, Mitglied der Chambre, MdEP
- Fayot, Franz (* 1972), luxemburgischer Jurist und Politiker

### Fayr
- Fayrfax, Robert († 1521), englischer Komponist und Musiker

### Fays
- Faÿs, Raphaël (* 1959), französischer Jazzgitarrist

### Fayt
- Fayt, François (* 1946), französischer Komponist

### Fayu
- Fayulu, Martin (* 1956), kongolesischer Unternehmer und Politiker
- Fayulu, Timothy (* 1999), schweizerisch-kongolesischer Fussballspieler

### Fayy
- Fayyad, Feras (* 1984), syrischer Filmproduzent, Filmregisseur, Drehbuchautor und Filmeditor
- Fayyad, Manar, jordanische Chemikerin
- Fayyad, Salam (* 1952), palästinensischer Politiker und Wirtschaftswissenschaftler
- Fayyad, Walid, libanesischer Politiker
- Fayyadh, Hadi (* 2000), malaysischer Fußballspieler
- Fayyaz, Amna (* 2002), pakistanische Squashspielerin

### Fayz
- Fayzen (* 1983), deutscher Songwriter, Musikproduzent, Sänger und MultiinstrumentalistFayzen (* 1983)

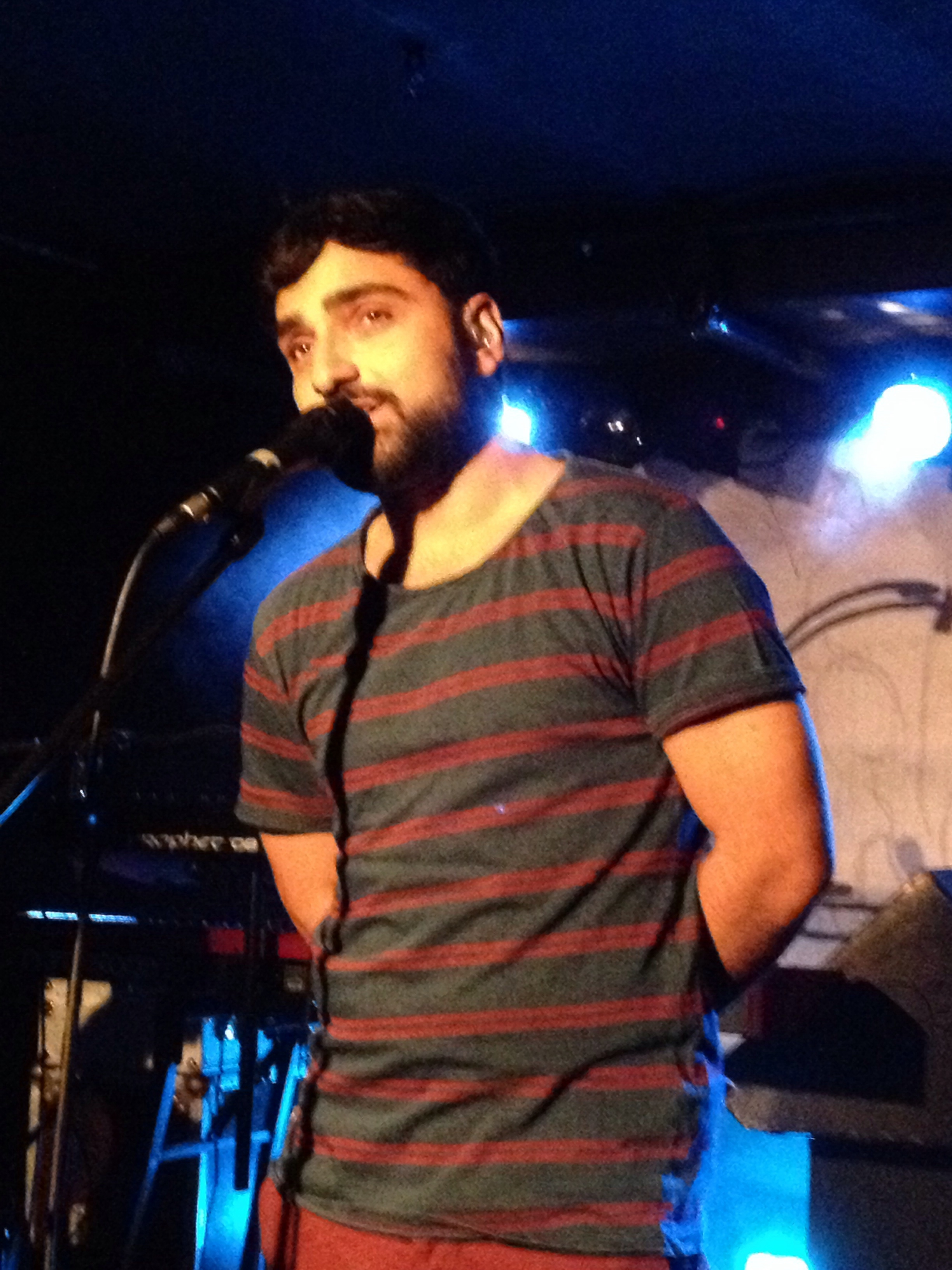
Fayzen (* 1983)

- Fayziyev, Sanjar (* 1994), usbekischer Tennisspieler
- Fayzullaeva, Kumushxon (* 2002), usbekische Gewichtheberin
- Fayzullayev, Abbosbek (* 2003), usbekischer Fußballspieler